# Cristian Cálix
Cristian Neptali Cálix Alvarado, noto semplicemente come Cristian Cálix (Juticalpa, 9 settembre 1999), è un calciatore honduregno, centrocampista del Real España.

## Caratteristiche tecniche
È un esterno destro.

## Carriera

### Nazionale
Con la nazionale Under-20 honduregna ha preso parte al campionato mondiale di calcio Under-20 2019.

## Palmarès

### Club

#### Competizioni nazionali
- USL Championship: 1

Real Monarchs: 2019